# Can't Remember to Forget You
Can't Remember to Forget You (укр. Не пам'ятаю, що маю тебе забути) — пісня колумбійської співачки Шакіри з її десятого альбому «Shakira», яку вона виконала з барбадоською співачкою Ріанною. Шакіра запланувала новий альбом 2011 року, 2012 продовжувала роботу, у цей час покинула лейбл «Epic Records» та приєдналась до «RCA Records». Пісня була випущена як основний сингл альбому 13 січня 2014 року зусиллями «RCA Records» та «Sony Music Latin». Іспаномовна соло-версія під назвою «Nunca Me Acuerdo de Olvidarte» вийшла 21 січня 2014 року.

## Вихід

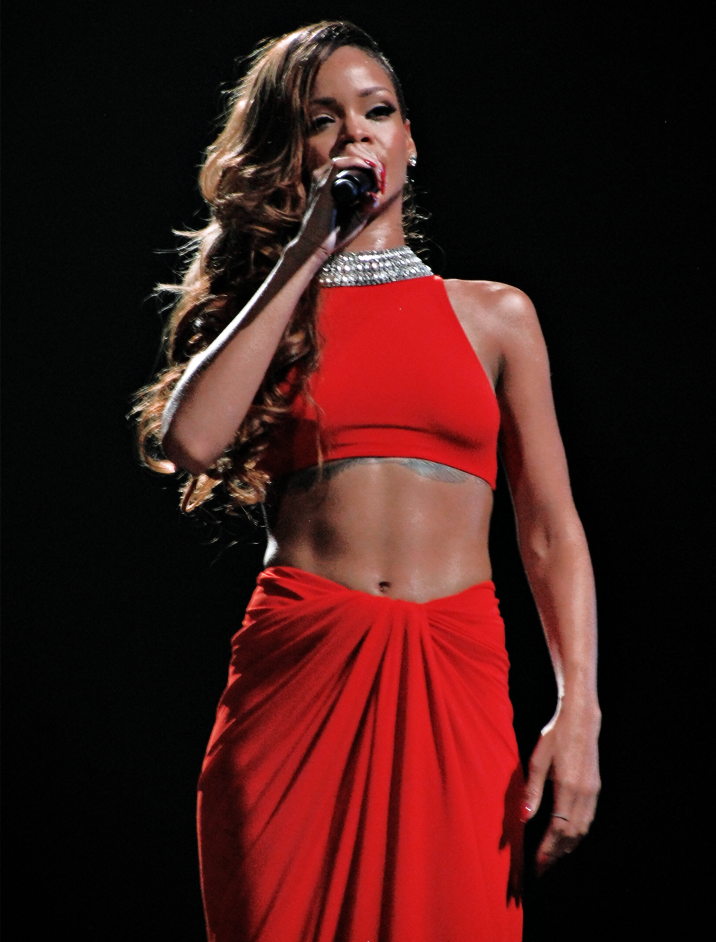
У пісні присутній вокал Ріанни

6 січня 2014 стало відомо, що пісня матиме назву «Can't Remember to Forget You», Ріанна підтвердила, що на треку присутній її вокал. Вона також зазначила, що сингл буде випущений 13 січня 2014, хоча спочатку планувалося випустити його на день пізніше. Наступного дня, Шакіра також підтвердила дату виходу дуету і розмістила обкладинку синглу.

## Відеокліп
Відеокліп до пісні був знятий американським режисером Джозефом Каном. 8 грудня 2013 року у власному твіттері Шакіра повідомила, що роботу з Каном завершено. Прем'єра кліпу відбулась 30 січня 2014 року. За першу добу відеокліп зібрав 17,1 мільйон переглядів на YouTube. 9 лютого 2014 року ролик набрав 100 мільйонів переглядів, ставши восьмим кліпом Шакіри, сертифікованим сервісом Vevo.

## Списки композицій
- Digital download[8]

1. "Can't Remember to Forget You" (з Ріанною) – 3:26

- Digital download – іспаномовна версія[9]

1. "Nunca Me Acuerdo de Olvidarte" – 3:26

- CD single[10]

1. "Can't Remember to Forget You" (з Ріанною) – 3:26
2. "Nunca Me Acuerdo de Olvidarte" – 3:26

- Mexican CD single

1. "Can't Remember to Forget You" (з Ріанною) – 3:26
2. "Nunca Me Acuerdo de Olvidarte" – 3:26
3. "Can't Remember to Forget You (Reid Stefan Remix)" [з Ріанною] – 5:31
4. "Can't Remember to Forget You (Razor-N-Guido Remix)" [з Ріанною] – 5:44

## Чарти
| Чарт (2014)                                                                          | Найвища позиція |
| ------------------------------------------------------------------------------------ | --------------- |
| Австралія (ARIA)                                                                     | 18              |
| Австрія (Ö3 Austria Top 75)                                                          | 4               |
| Бельгія (Ultratop Flanders)                                                          | 9               |
| Бельгія (Ultratop Wallonia)                                                          | 6               |
| Болгарія (IFPI)                                                                      | 2               |
| Канада (Canadian Hot 100)                                                            | 19              |
| Колумбія (National-Report)                                                           | 4               |
| Хорватія (Airplay Radio Chart)                                                       | 1               |
| Чехія (IFPI)                                                                         | 22              |
| Данія (Tracklisten)                                                                  | 11              |
| Фінляндія (Suomen virallinen lista)                                                  | 6               |
| Франція (SNEP)                                                                       | 5               |
| Німеччина (Media Control AG)                                                         | 8               |
| Греція (Billboard)                                                                   | 1               |
| Угорщина (Rádiós Top 40)                                                             | 5               |
| Угорщина (Single Top 40)                                                             | 6               |
| Японія (Lagalistinn)                                                                 | 7               |
| Ірландія (IRMA)                                                                      | 7               |
| Ізраїль (Media Forest)                                                               | 6               |
| Італія (FIMI)                                                                        | 13              |
| Японія (Billboard Japan Hot 100)                                                     | 67              |
| Ліван (The Official Lebanese Top 20)                                                 | 1               |
| Люксембург (Billboard)                                                               | 3               |
| Мексика (Billboard Mexican Airplay)                                                  | 3               |
| Мексика (Monitor Latino)                                                             | 6               |
| Нідерланди (Dutch Top 40)                                                            | 15              |
| Нідерланди (Mega Single Top 100)                                                     | 26              |
| Нова Зеландія (RIANZ)                                                                | 32              |
| Норвегія (VG-lista)                                                                  | 5               |
| Польща (Polish Airplay Top 100)                                                      | 2               |
| Польща (Dance Top 50)                                                                |                 |
| Portugal Digital Songs (Billboard)                                                   | 7               |
| Росія (Tophit Weekly General Airplay)                                                | 10              |
| Шотландія (Official Charts Company)                                                  | 6               |
| Словаччина (IFPI)                                                                    | 9               |
| ПАР Airplay (EMA)                                                                    | 6               |
| Південна Корея (Gaon Chart)                                                          | 3               |
| Іспанія (PROMUSICAE)                                                                 | 2               |
| Швеція (Sverigetopplistan)                                                           | 8               |
| Швейцарія (Media Control AG)                                                         | 7               |
| Велика Британія (Official Charts Company)                                            | 11              |
| Україна (Airplay Top 40)                                                             | 9               |
| США (Billboard Hot 100)                                                              | 15              |
| США (Mainstream Top 40) (Billboard)                                                  | 23              |
| США (Hot Dance Club Songs) (Billboard)                                               | 2               |
| США (Adult Top 40) (Billboard)                                                       | 36              |
| США (Latin Pop Airplay) (Billboard) Spanish version: "Nunca Me Acuerdo de Olvidarte" | 5               |
| США (Hot Latin Songs) (Billboard) Spanish version: "Nunca Me Acuerdo de Olvidarte"   | 6               |
| Венесуела Pop Rock General (Record Report)                                           | 2               |

## Історія виходу
| Регіон    | Дата          | Формат                  | Лейбл(и)                      |
| --------- | ------------- | ----------------------- | ----------------------------- |
| Світ      | 13 січня 2014 | Digital download        | Live Nation RCA               |
| США       | 14 січня 2014 | Top 40/Mainstream Radio | RCA                           |
| Німеччина | 14 січня 2014 | CD single               | Sony Music Latin (Sony Music) |